# 1864 год
1864 (ты́сяча восемьсо́т шестьдеся́т четвёртый) год  по григорианскому календарю — високосный год, начинающийся в пятницу. Это 1864 год нашей эры, 4‑й год 7‑го десятилетия XIX века 2‑го тысячелетия, 5‑й год 1860‑х годов. Он закончился 161 год назад.
| Пн | Вт | Ср | Чт | Пт | Сб | Вс |
|    |    |    |    | 1  | 2  | 3  |
| 4  | 5  | 6  | 7  | 8  | 9  | 10 |
| 11 | 12 | 13 | 14 | 15 | 16 | 17 |
| 18 | 19 | 20 | 21 | 22 | 23 | 24 |
| 25 | 26 | 27 | 28 | 29 | 30 | 31 |

| Пн | Вт | Ср | Чт | Пт | Сб | Вс |
| 1  | 2  | 3  | 4  | 5  | 6  | 7  |
| 8  | 9  | 10 | 11 | 12 | 13 | 14 |
| 15 | 16 | 17 | 18 | 19 | 20 | 21 |
| 22 | 23 | 24 | 25 | 26 | 27 | 28 |
| 29 |    |    |    |    |    |    |

| Пн | Вт | Ср | Чт | Пт | Сб | Вс |
|    | 1  | 2  | 3  | 4  | 5  | 6  |
| 7  | 8  | 9  | 10 | 11 | 12 | 13 |
| 14 | 15 | 16 | 17 | 18 | 19 | 20 |
| 21 | 22 | 23 | 24 | 25 | 26 | 27 |
| 28 | 29 | 30 | 31 |    |    |    |

| Пн | Вт | Ср | Чт | Пт | Сб | Вс |
|    |    |    |    | 1  | 2  | 3  |
| 4  | 5  | 6  | 7  | 8  | 9  | 10 |
| 11 | 12 | 13 | 14 | 15 | 16 | 17 |
| 18 | 19 | 20 | 21 | 22 | 23 | 24 |
| 25 | 26 | 27 | 28 | 29 | 30 |    |

| Пн | Вт | Ср | Чт | Пт | Сб | Вс |
|    |    |    |    |    |    | 1  |
| 2  | 3  | 4  | 5  | 6  | 7  | 8  |
| 9  | 10 | 11 | 12 | 13 | 14 | 15 |
| 16 | 17 | 18 | 19 | 20 | 21 | 22 |
| 23 | 24 | 25 | 26 | 27 | 28 | 29 |
| 30 | 31 |    |    |    |    |    |

| Пн | Вт | Ср | Чт | Пт | Сб | Вс |
|    |    | 1  | 2  | 3  | 4  | 5  |
| 6  | 7  | 8  | 9  | 10 | 11 | 12 |
| 13 | 14 | 15 | 16 | 17 | 18 | 19 |
| 20 | 21 | 22 | 23 | 24 | 25 | 26 |
| 27 | 28 | 29 | 30 |    |    |    |

| Пн | Вт | Ср | Чт | Пт | Сб | Вс |
|    |    |    |    | 1  | 2  | 3  |
| 4  | 5  | 6  | 7  | 8  | 9  | 10 |
| 11 | 12 | 13 | 14 | 15 | 16 | 17 |
| 18 | 19 | 20 | 21 | 22 | 23 | 24 |
| 25 | 26 | 27 | 28 | 29 | 30 | 31 |

| Пн | Вт | Ср | Чт | Пт | Сб | Вс |
| 1  | 2  | 3  | 4  | 5  | 6  | 7  |
| 8  | 9  | 10 | 11 | 12 | 13 | 14 |
| 15 | 16 | 17 | 18 | 19 | 20 | 21 |
| 22 | 23 | 24 | 25 | 26 | 27 | 28 |
| 29 | 30 | 31 |    |    |    |    |

| Пн | Вт | Ср | Чт | Пт | Сб | Вс |
|    |    |    | 1  | 2  | 3  | 4  |
| 5  | 6  | 7  | 8  | 9  | 10 | 11 |
| 12 | 13 | 14 | 15 | 16 | 17 | 18 |
| 19 | 20 | 21 | 22 | 23 | 24 | 25 |
| 26 | 27 | 28 | 29 | 30 |    |    |

| Пн | Вт | Ср | Чт | Пт | Сб | Вс |
|    |    |    |    |    | 1  | 2  |
| 3  | 4  | 5  | 6  | 7  | 8  | 9  |
| 10 | 11 | 12 | 13 | 14 | 15 | 16 |
| 17 | 18 | 19 | 20 | 21 | 22 | 23 |
| 24 | 25 | 26 | 27 | 28 | 29 | 30 |
| 31 |    |    |    |    |    |    |

| Пн | Вт | Ср | Чт | Пт | Сб | Вс |
|    | 1  | 2  | 3  | 4  | 5  | 6  |
| 7  | 8  | 9  | 10 | 11 | 12 | 13 |
| 14 | 15 | 16 | 17 | 18 | 19 | 20 |
| 21 | 22 | 23 | 24 | 25 | 26 | 27 |
| 28 | 29 | 30 |    |    |    |    |

| Пн | Вт | Ср | Чт | Пт | Сб | Вс |
|    |    |    | 1  | 2  | 3  | 4  |
| 5  | 6  | 7  | 8  | 9  | 10 | 11 |
| 12 | 13 | 14 | 15 | 16 | 17 | 18 |
| 19 | 20 | 21 | 22 | 23 | 24 | 25 |
| 26 | 27 | 28 | 29 | 30 | 31 |    |

## События
- 1 января — принятие Земской реформы Александра II в Российской империи.
- 1 февраля— началась Датская война[1].
- 2 февраля — датчане вышли победителями в битве с пруссаками при Миссунде[англ.][2]
- 5 февраля — первый выпуск нижегородской епархиальной газеты.
- 25 февраля — учреждён Комитет по делам Царства Польского для обсуждения реформ, которые предполагалось провести в Польше[3].
- 29 февраля — в связи с восстанием в Польше австрийские власти вводят военное положение в Кракове, Галиции и Лодомерии[1].
- 2 марта — крестьянская реформа в Царстве Польском[4].
- 10 апреля — Максимилиан I стал императором Мексики.
- 22 апреля — Конгресс США принял закон, в соответствии с которым на всех американских банкнотах появляется надпись «In God We Trust».
- 4 мая — Гражданская война в США: 118-тысячная армия Гранта вошла в лесной массив Глушь, встретила 60-тысячную армию южан и начала кровопролитную Битву в Глуши. Грант потерял в сражении 18 тыс. человек, южане — 8 тыс.
- 8—19 мая — Гражданская война в США: Битва при Спотсильвейни, в которой Грант потерял 18 тыс. человек, но не сумел сломить оборону конфедератов.
- 31 мая—12 июня — Гражданская война в США: Сражение при Колд-Харбор, которое перетекло в своего рода окопную войну.
- 7 августа — в Китае цинскими властями казнён Ли Сючен, один из главных тайпинских полководцев[5].
- 14 августа — в Румынии принят Закон о регулировании сельской земельной собственности, формально упразднивший в стране крепостное право[4].
- 22 августа — двенадцать государств подписали Первую Женевскую Конвенцию.
- 2 сентября — Гражданская война в США: командующий 100-тысячной армии северян У. Т. Шерман в ходе кровопролитной битвы взял штурмом Атланту.
- 28 сентября — в Лондоне основано Международное товарищество рабочих — I Интернационал[6].
- 13 октября — в России издан указ об отмене крепостного права в Тифлисской губернии[7].
- 30 октября — закончилась Датская война. Заключён Венский мир, по которому Дания отказалась от своих прав на Шлезвиг-Гольштейн и Лауэнбург в пользу Пруссии и Австрии[1].
- 15 ноября — Гражданская война в США: Шерман начал знаменитый «марш к морю».
- 15 ноября — коллекционер Жорж Эрпен предложил использовать вместо термина «маркомания» (timbromanie) придуманное им слово «филателия».
- 20 ноября — принятие Судебной реформы Александра II
- 8 декабря — Папа Пий IX принимает «Syllabus errorum», посвящённый проблеме современных заблуждений.
- 16 декабря — началось Иканское сражение в котором русская казачья сотня есаула Серова в течение трёх дней в одиночку противостояла 10-тысячной кокандской армии Алимкула[8].
- 17—18 декабря близ города Мариона произошло одно из сражений[англ.] Гражданской войны в США[9][10].
- 22 декабря — Гражданская война в США: взятие Шерманом Саванны.

### Без точных дат
- В Москве открыт Московский зоосад (ныне — Московский зоопарк).
- Подавление восстания в Польше.
- Военные успехи северян сказались на исходе президентских выборов 1864. Линкольн, выступавший за заключение мира на условиях восстановления Союза и запрещения рабства, был переизбран на второй срок.

## Родились
См. также: Категория:Родившиеся в 1864 году
- 9 января — Владимир Андреевич Стеклов, русский математик и механик (умер в 1926).
- 5 февраля — Карл Альберт Герман Тейке, немецкий композитор, автор многочисленных военных маршей (умер в 1922).
- 13 января — Вильгельм Вин, австрийский физик, лауреат Нобелевской премии (1911) в области физики (умер в 1928).
- 11 февраля — Йожеф Балашша, венгерский лингвист, филолог и педагог[11] (умер в 1945).
- 2 марта — Казимир Антонович Ежевский, полковник Русской императорской армии, впоследствии генерал. Участник Белого движения (умер в 1920).
- 9 апреля — Николай (Карло) Семёнович Чхеидзе, российский и грузинский политический деятель (умер в 1926).
- 17 апреля — Влас Дорошевич, русский журналист, публицист, театральный критик, один из виднейших фельетонистов конца XIX века — начала XX века (умер в 1922).
- 18 апреля — Ричард Хардинг Дэвис, американский журналист и писатель (умер в 1916).
- 21 апреля — Макс Вебер, немецкий социолог, историк, экономист, юрист (умер в 1920).
- 11 мая — Этель Лилиан Войнич, английская писательница и композитор (умерла в 1960).
- 30 мая — Вильгельм фон Урах (ум. 1928), немецкий генерал, король королевства Литва в 1918 году.
- 11 июня — Рихард Штраус, немецкий композитор (умер в 1949).
- 14 июня — Алоиз Альцгеймер, американский психиатр, патолог; первым описал болезнь, названную его именем (умер в 1915).
- 17 июня — Алексей Александрович Шахматов, русский филолог и историк, основоположник исторического изучения русского языка, древнерусского летописания и литературы (умер в 1920).
- 3 июля — Митрофан Ефимович Пятницкий, исполнитель и собиратель русских народных песен, основатель и руководитель русского народного хора (умер в 1927).
- 5 августа — Евгений Николаевич Чириков, русский писатель, драматург, публицист (умер в 1932).
- 9 августа — Роман Дмовский, польский политический деятель и публицист (умер в 1939).
- 25 августа — Юзеф Теофил Теодорович, львовский архиепископ армяно-католического обряда, теолог, политик (умер в 1938).
- 14 сентября — Беатриса Эфрусси де Ротшильд, баронесса, коллекционер предметов искусства (умерла в 1934).
- 29 сентября — Мигель де Унамуно, испанский писатель, философ, общественный деятель (умер в 1936).
- 5 октября — Луи Жан Люмьер, изобретатель кинематографа, основоположник французской киноиндустрии (умер в 1948).
- 18 октября — Ли Юаньхун, Китайский генерал и политический деятель, Президент Китайской республики в 1916 — 1917 и 1922 — 1923 годах (умер в 1928).
- 20 октября — Бранислав Нушич, сербский писатель, драматург (умер в 1938).
- 25 октября — Александр Тихонович Гречанинов, русский композитор-академист (умер в 1956).
- 8 ноября — Вера Фёдоровна Комиссаржевская, русская актриса (умерла в 1910).
- 9 ноября — Поль Серюзье, французских художник, основатель группы «Наби» (ум. 1927).
- 8 декабря — Анатолий Леонидович Дуров, укротитель (умер в 1916).
- 24 декабря — Тулуз-Лотрек, французский живописец (умер в 1901).

## Скончались
См. также: Категория:Умершие в 1864 году
- 3 января — Михал Балинский, польский историк (род. 1794).
- 5 января — Фёдор Иванович Гильфердинг, российский дипломат, сенатор, тайный советник, член совета МИД Российской империи (род. 1798).
- 1 февраля — Фёдор Кузьмич, сибирский старец, отождествляемый в легендах с императором Александром I.
- 7 февраля — Вук Караджич, сербский лингвист (род. 1787).
- 10 апреля — Николай Филиппович Павлов, русский писатель, поэт, переводчик (род. 1803).
- 22 апреля — Григорий Васильевич Сорока, русский живописец (род. 1823).
- 2 мая — Джакомо Мейербер, немецкий и французский композитор и дирижёр (род. 1791).
- 19 мая — Натаниел Готорн, американский писатель (род. 1804).
- 20 мая — Степан Петрович Шевырёв, русский литературный критик, историк литературы, поэт (род. 1806).
- 17 июня — Вильям Кюртон, английский востоковед (род. 1808).
- 22 июля — Михаил Михайлович Достоевский, русский писатель (род. 1820).
- 9 августа — Дмитрий Петрович Хрущов (род. 1817), российский государственный деятель, сенатор, сторонник крестьянской реформы; отец П. Д. Хрущова[12].
- 31 августа — Фердинанд Лассаль, немецкий философ, экономист и политический деятель, основатель лассальянства — течения в рабочем движении (род.1825).
- 4 сентября — Альберт Смит Уайт[англ.], сенатор США, чьим именем назван город в Индиане (род. 1803)[13]
- 7 октября — Аполлон Александрович Григорьев, русский поэт, литературный и театральный критик, переводчик (род. 1822).
- 26 ноября — Теодор Нарбут, литовский историк, исследователь мифологии (род. 1784).
- 6 декабря — Симонас Даукантас, литовский историк и писатель-просветитель (род. 1793).
- 8 декабря — Джордж Буль, английский математик и логик (род. 1815).
- 31 декабря — Александр Васильевич Дружинин, русский писатель, литературный критик, переводчик (род. 1824).